# Kanton Saint-Béat
Kanton Saint-Béat (francouzsky Canton de Saint-Béat) je francouzský kanton v departementu Haute-Garonne v regionu Midi-Pyrénées. Tvoří ho 22 obcí.

## Obce kantonu
- Argut-Dessous
- Arlos
- Bachos
- Baren
- Bezins-Garraux
- Binos
- Boutx
- Burgalays
- Cazaux-Layrisse
- Chaum
- Cierp-Gaud
- Esténos
- Eup
- Fos
- Fronsac
- Guran
- Lège
- Lez
- Marignac
- Melles
- Saint-Béat
- Signac